# Bartalinia robillardoides
Bartalinia robillardoides är en svampart som beskrevs av Tassi 1900. Bartalinia robillardoides ingår i släktet Bartalinia och familjen Amphisphaeriaceae.   Inga underarter finns listade i Catalogue of Life.